# Farmoplant
Farmoplant (ex Montedison-Diag) era il nome di un'azienda sussidiaria di Montedison (oggi Edison) fondata nel 1976 con sede a Milano e specializzata nella produzione di fitofarmaci. Venne messa in liquidazione nel 1988 e chiusa definitivamente nel 1991.
Farmoplant era anche il nome dello stabilimento controllato dall'azienda stessa nella città di Massa in cui venivano prodotti diversi fitofarmaci. Le vicende dello stabilimento Farmoplant suscitarono clamore tra l'opinione pubblica per i numerosi incidenti avvenuti nel corso degli anni.
L'incidente più grave si ebbe il 17 luglio 1988 quando due esplosioni — la prima alle ore 6:10; la seconda alle ore 6:15 — innescarono un incendio alle 06:20 che andò ad interessare un serbatoio contenente l'insetticida Rogor in soluzione al 45% con Cicloesanone nell'impianto di produzione "Rogor". Da esso si sprigionò una nube tossica che si diffuse nelle zone limitrofe di Marina di Massa, Marina di Carrara e nella zona della Versilia per 2000 km². I vigili del fuoco domarono l'incendio entro le 10:00 del giorno stesso.
Le zone più colpite dall'inquinamento ambientale causato dall'incendio furono Marina di Massa e Marina di Carrara.
L'incidente non comportò perdite di vita.
Tra il 1976, anno della sua apertura — ed il 1991, anno della chiusura definitiva — all'interno dello stabilimento Farmoplant si verificarono 42 incidenti. Tra questi, 2 risultarono mortali per due lavoratori all'interno di esso.

## Creazione della Zona Industriale Apuana (Z.I.A.)
Per arginare l'ondata di disoccupazione venutasi a creare nella zona apuana dopo il 1929, il governo Mussolini con la legge n. 343 del 5 gennaio 1939 "istituisce il consorzio per la Zona Industriale Apuana".
Tra gli scopi del consorzio c'è quello di "stimolare le iniziative per il completamento e il perfezionamento della zona industriale, di promuovere lo studio e l'esecuzione delle opere pubbliche necessarie per l'impianto e l'esercizio delle industrie della zona, [...] e quant'altro possa essere utile per l'interesse della zona industriale.".
La Zona Industriale Apuana (Z. I.A) copre un'area di circa 8 km² comprendente parte dei comuni di Massa, Carrara, Montignoso.
Non tutta l'area è occupata da stabilimenti industriali (sebbene questi ne comprendano il 54%): all'interno del perimetro della Z. I.A. infatti si trova la frazione Alteta di Massa. Le agevolazioni economiche attive nell'area spingono, nel corso degli anni, numerose aziende ad insediarsi nella zona.
Tra di esse figurano (o figuravano):
| - Dalmine - Olivetti - Farmoplant | - Bario - Nuovo Pignone - RIV |

 che fino al 1985 producevano 1/4 del valore aggiunto prodotto nella Provincia ed un'occupazione di circa 3500 unità.

### Deindustrializzazione della zona Apuana
Sin dalla sua creazione la Z.I.A. attira numerose aziende. Dalla caduta del Fascismo nel 1943 però la zona Apuana si trova a dover fronteggiare una sempre più marcata deindustrializzazione della zona.
Infatti, con la caduta del governo Mussolini cade anche la politica dell'autarchia che aveva favorito fino a quel momento le aziende nazionali dei settori chimico e metalmeccanico, prone all'investimento nella Z.I.A.
Il nuovo governo della neonata Repubblica italiana decide comunque di mantenere in attività il consorzio per agevolare la ricostruzione dopo la fine della seconda guerra mondiale.
Gli interventi che nel corso degli anni si susseguono da parte del governo non riescono comunque a ridurre il fenomeno di deindustrializzazione in atto nella Z.I.A..
Seppur con una presenza di oltre 300 aziende tra piccole e medie imprese rilevate nel 1989, nella Z. I.A. viene a crearsi una "economia industriale di sussistenza", caratterizzata da:
- deboli interrelazioni tra le industrie presenti nella zona,
- una produzione rivolta principalmente a favorire i bisogni locali,
- mancato ammodernamento dei sistemi produttivi,
- presenza di abitazioni civili nella zona limitrofa alla produzione.[12][13]

## La chiusura dello stabilimento "Azoto" e il progetto Farmoplant

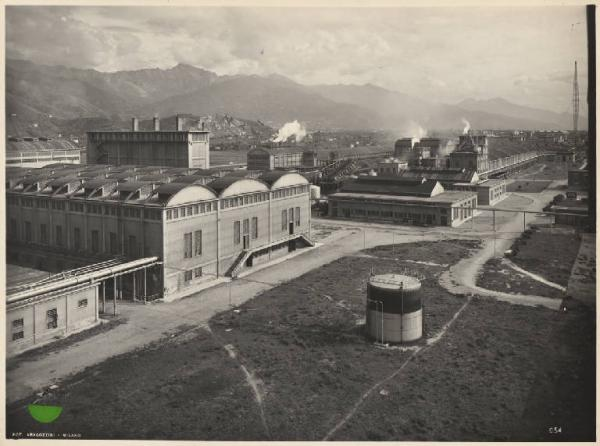
Stabilimento Azoto situato ad Avenza nel 1945

Nel 1972 Montedison decide di chiudere lo stabilimento "Azoto" (ex Dipa, ex Apuania Fertilizzanti), in attività dal 1939, per obsolescenza dei macchinari presenti al suo interno.
Lo stabilimento, utilizzando il gas prodotto dalla vicina cokeria, produceva principalmente fertilizzanti, composti organici ed inorganici, come:
| - Ossido di etilene - Metilammine - Piridine | - Ammoniaca - Acido solforico - Acido nitrico |

La chiusura dello stabilimento Azoto andava inquadrata nella politica di alleggerimento dei costi di Montedison, che prevedeva la smobilitazione di circa 20.000 dipendenti, da effettuarsi su tutto il territorio italiano. La chiusura di Azoto comportò il licenziamento di oltre 500 dipendenti.
Siccome la chiusura definitiva dello stabilimento avrebbe comportato un ulteriore aumento del fenomeno di deindustrializzazione in atto nella zona Apuana, il governo italiano iniziò a fare pressioni sulla Montedison per farlo rimanere in attività.

### La proposta di Montedison
Sotto le richieste del governo, Montedison propose la costruzione di un nuovo stabilimento nell'area ex-Azoto. Nel 1975 i rappresentanti di sindacati, Montedison e della pubblica amministrazione preparano una relazione in cui vengono fornite rassicurazioni sulla sua sicurezza e la non nocività delle sostanze che sarebbero state prodotte al suo interno.
La relazione venne redatta — assieme ai rappresentanti di sindacati, Montedison e pubblica amministrazione — da una delegazione del Comune di Massa composta:
| - dall'Assessore all'Igiene; - da alcuni Consiglieri comunali; - dall'Ufficiale sanitario; | - da alcuni Funzionari di ruolo; - dal Segretario del Sindaco; - dal Segretario della Ripartizione Igiene e Sanità |

i quali effettuarono visite a stabilimenti produttori di fitofarmaci francesi e svizzeri con l'obiettivo di "appurare:
1. lo stato di inquinamento degli ambienti di lavoro;
2. lo stato di inquinamento atmosferico all'esterno dei luoghi di lavoro;
3. lo stato di inquinamento delle acque."

La relazione era "da porsi in relazione alla richiesta dell Soc. DIPA-MONTEDISON di costruire analogo stabilimento in Massa per una spesa valutabile in oltre cinquanta miliardi [di lire], su di una superficie di circa 600.000 m² con impiego di almeno 400 dipendenti ed una produzione annuale di oltre 80.000 tonnellate [...]".
Lo stabilimento di fitofarmaci Farmoplant veniva considerato dalla direzione Montedison come "un elemento determinante nella razionalizzazione dell'agricoltura in quanto [i fitofarmaci] consentono la bonifica [...] e la maggior resa di colture necessarie per soddisfare le crescenti esigenze nutritive dell'uomo".
Il progetto finale prevedeva:
- l'apertura dello stabilimento entro gli anni 1975-1978
- 550.000 m² di area occupata tra infrastrutture e servizi
- un costo valutato oltre i 120 miliardi di lire
- tra lavoratori diretti ed indiretti, oltre 1500 dipendenti
- la concessione da parte del comune di licenze trimestrali e semestrali per la produzione di fitofarmaci
- la produzione dei fitofarmaci:

| - L 56 - Rogor - Mancozeb | - Trifluralin - Cidial - Parathion |

### Struttura stabilimento Farmoplant
Nel progetto Montedison, lo stabilimento per la produzione di fitofarmaci Farmoplant era ripartito su più impianti:
| - Polivalente - Rogor - D.T.C. (Fungicidi Ditiocarbammati) - Termodistruzione - Biologico - Esteri fosforici | - Principi attivi insetticidi ed erbicidi - Intermedi per fitofarmaci - Formulati solidi - Formulati liquidi - Ammine - Cuproderivati |

con Polivalente, Rogor e D.T.C. considerati fondamentali per la produzione all'interno dello stabilimento.

#### Impianto Polivalente
L'impianto Polivalente era costituito da nove unità modulari e serviva per la produzione dei principi attivi liquidi o solidi:
| - Atrazina - Cidial - Depramon | - Propanale - Trifuralin - Galben |

Le nove unità modulari dell'impianto Polivalente erano a loro volta suddivise nelle sezioni:
1. moduli di reazione
2. trattamento finale dei prodotti liquidi
3. trattamento finale dei prodotti solidi
4. recupero solventi

#### Impianto Rogor
L'impianto Rogor dello stabilimento Farmoplant era specializzato nella produzione di Dimetoato (conosciuto anche come Rogor) ed era costituito da due sezioni:
- sale sodico
- rogor

La sezione Sale Sodico aveva una capacità di produzione superiore rispetto a quella richiesta dalla sola produzione di Dimetoato perché condivisa nella produzione di Cidial.

#### Impianto D.T.C.
Nell'impianto D.T.C. Farmoplant venivano periodicamente sintetizzati:
- Zineb
- Propineb
- Ziran (impiegato contro il fungo "Taphrina deformans")
- Mancozeb (impiegato contro la "Peronospora")

#### Impianto di Termodistruzione
L'impianto di Termodistruzione era costituito dalle sezioni:
- termodistruzione
  - inceneritori verticali

  1. Lurgi
  2. Alberto

  - inceneritore rotativo
- recupero calore
- depurazione fumi
- evacuazione fumi

Il forno Rotativo era formato da un tamburo con rivestimento refrattario interno. Il forno sottoponeva i rifiuti solidi e liquidi ad un moviemento rotatorio per farli reagire meglio con l'aria e migliorarne così la combustione.
Il forno verticale "Lurgi", all'inizio usato solo nello smaltimento dei reflui liquidi, venne nel tempo modificato per incenerire anche rifiuti solidi.

### Sicurezza dello stabilimento Farmoplant
Alla sua apertura nel 1976, lo stabilimento Farmoplant fu ritenuto conforme:
- al Regio Decreto n. 1265 27/07/1934 in materia di leggi sanitarie;
- al Decreto del presidente della Repubblica n. 547 del 1955 riguardante gli infortuni sul lavoro ed al DPR 303 del 1956 riguardante l'igiene sul posto di lavoro;
- alla legge 615 del 1966 contro l'inquinamento atmosferico;
- al DPR 322 del 1971 riguardante l'inquinamento atmosferico prodotto dal settore industriale;
- alla legge 319 del 1976 in materia di tutela per inquinamento idrico.

## Incendio del magazzino Mancozeb del 1980 e momentanea chiusura dello stabilimento
Alle 02:00 del 17 agosto 1980 un incendio per autocombustione si sprigiona nel magazzino esterno (non autorizzato) Mancozeb provocando una nube solforosa che non comporterà vittime o intossicati.
Nella mattinata il sindaco di Massa Umberto Barbaresi ordinava la sospensione delle attività dello stabilimento. Gli oltre 500 dipendenti Farmoplant si trovarono momentaneamente senza lavoro.
Da parte del governo, in risposta all'incidente, venne creata una commissione interministeriale con lo scopo di accertare il grado di funzionalità e di sicurezza degli impianti Farmoplant.
Le popolazioni di Massa e Carrara reagirono all'incidente formando l'associazione Assemblea Permanente — composta principalmente dai residenti delle frazioni Alteta e Ricortola, le più vicine allo stabilimento — con lo scopo di chiudere definitivamente Farmoplant.

### Incontri di Roma
Il 27 agosto 1980 il Ministro della sanità Aldo Aniasi ed i rappresentanti delle amministrazioni locali di Massa Carrara si riunirono a Roma per discutere le sorti dello stabilimento Farmoplant.
Nell'incontro venne confermata la decisione di mantenere la sospensione delle attività ordinata dal sindaco di Massa Barbaresi, almeno fino a quando non fosse stato accertato "da parte di una commissione tecnica nominata dal Ministro [della Sanità] [...] quali siano le condizioni di sicurezza e di tutela per lavoratori, popolazione e ambiente".
Nella riunione venne anche discussa la situazione degli oltre 500 dipendenti Farmoplant, senza cassa integrazione sin dalla sua momentanea chiusura, con il governo favorevole alla riapertura dello stabilimento una volta accertatane la sicurezza.
Tra istituzioni e lavoratori da una parte, e abitanti della zona Farmoplant dall'altra, cominciò a delinearsi una spaccatura: i primi spingevano per la riapertura dello stabilimento — preoccupati per la mancanza di lavoro — mentre i secondi, preoccupati per la salute e l'ambiente, ne richiedevano la chiusura definitiva.
Il 5 novembre 1980 un altro incontro riunì governo ed amministrazioni locali. Le discussioni continuarono ad essere incentrate sulla riapertura dello stabilimento, con il Consiglio Provinciale di Massa Carrara che si dichiarava "favorevole alla ripresa delle attività produttive dello stesso stabilimento".
Il consiglio comunale di Massa ribadì a sua volta che "la riapertura dello stabilimento deve avvenire nel pieno rispetto di tutte le salvaguardie, di tutte le condizioni di tutti i controlli, sulla base degli espliciti impegni [...] assunti da enti locali, regione e ministeri".

### Norme di sicurezza per la riapertura dello stabilimento Farmoplant
Il 4 novembre 1980 il Ministro della sanità Aldo Aniasi invia una lettera alle istituzioni di Massa Carrara in cui:
- Farmoplant viene riconosciuta come "industria insalubre di 1ª classe [...] configurabile come attività ad alto rischio"
- si richiede "dalla parte dell'azienda Farmoplant una dimostrazione particolarmente rigorosa dell'esistenza di garanzia che l'esercizio non rechi nocumento alla salute del vicinato>
- vengono indicate "alcune condizioni con il rispetto delle quali potrebbe essere riattivato il funzionamento dello stabilimento [...]" e cioè che:

1. "siano utilizzati soltanto gli impianti ed i magazzini autorizzati e modernamente attrezzati";
2. "sia evitato ogni deposito inutile e superfluo di sostanze tossiche infiammabili e comunque pericolose";
3. "sia realizzata adeguata collocazione e distribuzione dei rifiuti e delle proprie scorie";
4. "siano disponibili in ogni momento e continuamente aggiornate le misure prese per assicurare i mezzi tecnici necessari per garantire il funzionamento degli impianti in condizioni di sicurezza [...]";
5. "siano sempre disponibili i piani di intervento di emergenza".

Nella lettera venivano inoltre esplicitamente richiesti il monitoraggio di fauna e flora della zona ed "un'accurata sorveglianza clinica della popolazione interessata".
Infine, l'incendio nel magazzino Mancozeb del 1980 e tutti gli altri incidenti avvenuti prima di esso sin dall'apertura nel 1976 di Farmoplant, venivano attribuiti "per massima parte alla gestione degli impianti stessi" e non a difetti strutturali dello stabilimento stesso, considerato quindi dal governo come sicuro.

### Riapertura dello stabilimento Farmoplant
Il 22 dicembre 1980 gli operai Farmoplant protestarono contro la chiusura dello stabilimento sostando sui binari della stazione di Massa per circa tre ore.
In risposta all'occupazione della stazione ferroviaria, i sindacati ed i segretari provinciali dei partiti PCI, DC e PSI si riunirono per discutere sulla riapertura dello stabilimento. Con il benestare del Ministro della sanità Aldo Aniasi, le segreterie dei partiti riunitisi chiesero:
1. la revoca dei licenziamenti;

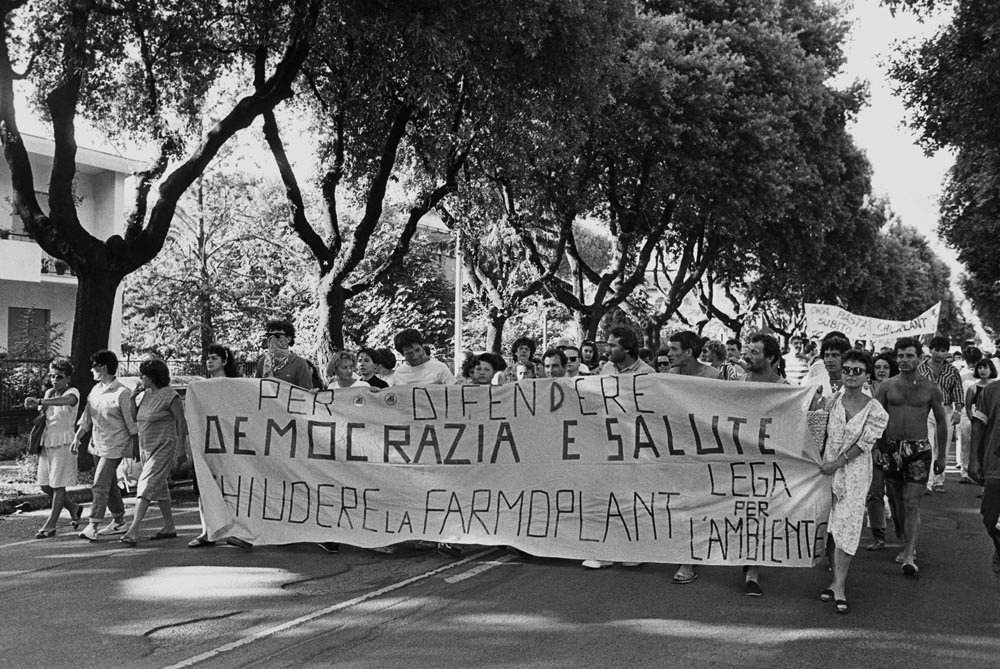
Cittadini di Massa chiedono la chiusura definitiva di Farmoplant

2. l'immediato incontro in sede governativa della Montedison, delle organizzazioni sindacali e delle istituzioni locali;
3. "la riconferma dei punti già acquisiti nei precedenti incontri tra cui il monitoraggio, [...] le ispezioni e i controlli".

Il 23 dicembre il documento preparato il giorno prima dalle segreterie di PCI, DC e PSI venne sottoscritto a Roma dai rappresentanti della Montedison, dal Ministero della Sanità e dai rappresentanti delle istituzioni locali, sancendo di fatto la riapertura dello stabilimento Farmoplant di Massa.
Agli inizi di gennaio 1981, non senza proteste da parte dei residenti di Alteta e Ricortola, la fabbrica riprese ufficialmente le attività.
Non tutti i dipendenti ripresero però a lavorare: 207 dipendenti rimasero in cassa integrazione. Da un'intervista del 25 settembre 1981 Montedison, tramite il suo AD Leonida Leoni, affermava che "la permanenza in cassa integrazione di 207 operai esula dalla nostra volontà", aggiungendo poi la necessità da parte "di chi di dovere" di decidere "se l'Italia deve avere una presenza nel settore della chimica [...]".

## Referendum consultivo del 1987 per la chiusura e bonifica area Farmoplant

### La strada verso il Referendum
Dopo la riapertura della Farmoplant nel gennaio 1981 il malcontento tra la popolazione residente nelle sue vicinanze crebbe. Anche tra gli operai delle vicine fabbriche Olivetti e Dalmine, finora solidali con i colleghi di Farmoplant, cominciarono a crescere malumori.
La Chiesa, per voce del Vescovo della Diocesi di Massa Carrara Bruno Tommasi, si schierò "dalla parte dei lavoratori Farmoplant e nella difesa dell'occupazione".
La deindustrializzazione divenne l'argomento principale nel congresso provinciale del PCI svoltosi ad Aulla nel 1983: "I partiti, le organizzazioni sindacali, le istituzioni devono [...] invertire la tendenza alla deindustrializzazione [...] [che] nell'area di costa della nostra provincia [...] sta registrando pericolose accelerazioni".
La presenza di diossina nel suolo di un magazzino rilevato il 12 marzo 1984 nell'azienda chimica Enichem (ex Rumianca poi Anic) di Avenza e l'articolo apparso il 22 febbraio 1984 sul quotidiano Alto Adige in cui si denunciavano lo smaltimento nell'inceneritore Lurgi di oltre 6000 tonnellate di rifiuti tossici non autorizzati non aiutarono a distendere il clima di tensione tra popolazione ed istituzioni.
Il Comune di Massa nel frattempo diffidava Farmoplant dall'incenerimento di rifiuti esterni allo stabilimento.

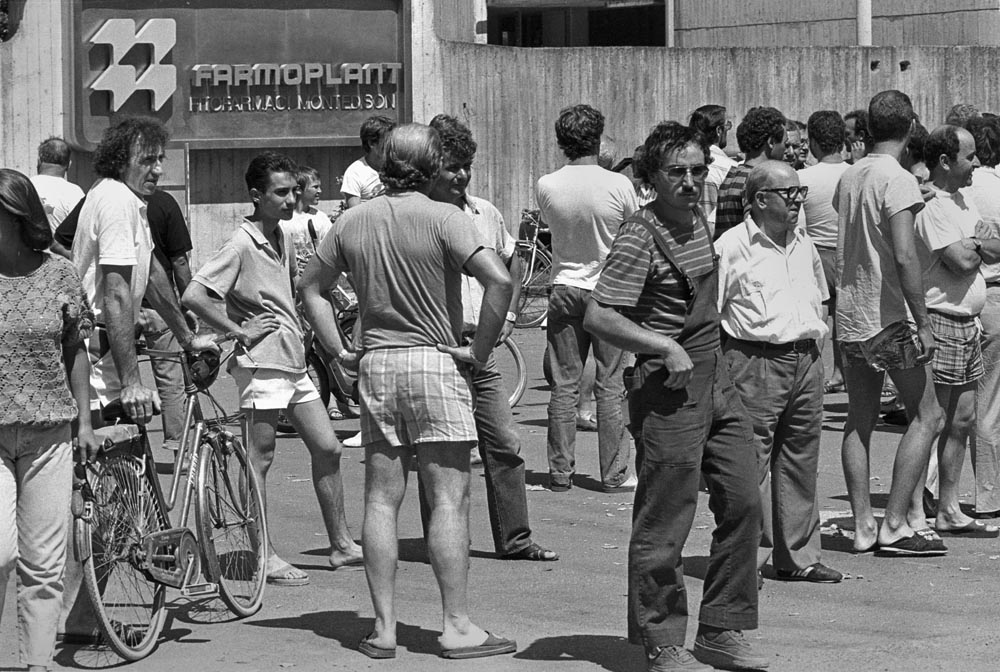
Abitanti della frazione di Alteta si radunano davanti allo stabilimento Farmoplant nel 1984

Nella "Conferenza economica" del PCI del 25 maggio 1984 la questione ambientale diventò l'argomento di discussione principale. Secondo l'opinione del partito si sarebbe dovuto ottenere "attraverso la sensibilizzazione di massa, la iniziativa e la lotta, [nella Z.I.A.] un ambiente produttivo e sano". Il 25 luglio 1984 il Consiglio regionale della Toscana votava a favore della concessione a Farmoplant del permesso a smaltire rifiuti chimici per conto terzi. Il 31 luglio 1984 il consiglio comunale di Massa respingeva all'unanimità la decisione del Consiglio regionale perché lo smaltimento di rifiuti esterni era proibito dal "Piano Regolatore Generale" della Z. I.A.
Il 2 dicembre 1984 a Bhopal, città dell'India, la fuoriuscita di 40 tonnellate di isocianato di metile in uno stabilimento di proprietà della Union Carbide causò la morte di oltre 14000 persone. In relazione alla notizia che nello stabilimento Farmoplant erano in lavorazione alcuni dei fitofarmaci all'origine dell'incidente in India ("Carbaryl", prodotto dalla Montedison con il nome di "Panam P5", e "Panam PB 50") una fetta sempre più ampia dell'opinione pubblica si dichiara favorevole alla chiusura definitiva di Farmoplant.
Nel febbraio 1985 Lega Ambiente, Medicina Democratica e WWF costituiscono il "Comitato per il Referendum Consultivo" con l'obiettivo di chiudere definitivamente lo stabilimento Farmoplant. Il PCI si espresse a sfavore perché "[Il Referendum Consultivo] non andrebbe a delineare quel vasto schieramento politico-sociale sul quale fondare una effettiva azione del governo dei processi economici e ambientali che vadano nella direzione di una nuova qualità della vita".

#### Progetto per la ristrutturazione Farmoplant del 1986
Il 4 febbraio 1986 venne approvata dal Consiglio regionale della Toscana la risoluzione sulle aziende "ad alto rischio" presenti in Toscana. Il Consiglio regionale ne individuò 27: tra di esse figurava Farmoplant.
In marzo l'azienda rese pubblico il "Progetto Massa" in cui si delineava il "rilancio della attività dello stabilimento, attraverso la ristrutturazione" con un investimento di 10 miliardi di lire. Alla fine dei lavori i miliardi investiti da Montedison risulteranno essere 6.
Nel progetto di ristrutturazione "Progetto Massa" figuravano le realizzazioni di:
- un terminal per il porto commerciale di Carrara;
- un'area di rimessaggio cantieristica per le imbarcazioni da diporto;
- un centro commerciale per l'industria e l'artigianato locale legato al marmo.[45]

Nonostante questo, il "Progetto Massa" non venne accolto favorevolmente né dalla popolazione né dai partiti: il PSI di Massa, dopo essere stato protagonista nella riapertura dello stabilimento nel 1980, si schierava adesso apertamente a favore della sua chiusura definitiva.
Le reazioni contrarie erano dovute al fatto che nel progetto si riteneva necessario continuare a produrre Rogor fino al 1990, anno in cui, secondo Farmoplant, sarebbe stato possibile sostituirlo con produzioni di fitofarmaci di nuova generazione.
Nell'ottobre 1986, dei 59 lavori di ristrutturazione dichiarati da Farmoplant, 24 potevano essere ricondotti ad esigenze di "sicurezza ed igiene" mentre 35 risultavano relativi alla "produzione": il 40% del budget venne usato per lavori riguardanti la sicurezza ambientale; il rimanente 60% fu investito per finalità produttive

### Il primo Referendum Consultivo d'Europa
Negli statuti regionali e nei regolamenti dei comuni non era previsto il ricorso alla consultazione referendaria. Lo statuto della regione Toscana permetteva però, tramite la raccolta di almeno 3000 firme autenticate, di proporre una legge regionale ad iniziativa popolare.
Nell'agosto 1986 il "Comitato per il Referendum Consultivo" consegnava 10.000 firme autenticate (in cui compariva anche quella del sindaco Mauro Pennacchiotti) alla regione per indire — nei comuni di Massa, Carrara e Montignoso — un referendum per la chiusura definitiva dello stabilimento Farmoplant.
Il 19 dicembre 1986 il consiglio comunale di Massa approvava a maggioranza un documento in cui invitava il sindaco Pennacchiotti a promuovere la consultazione referendaria nei comuni di Massa, Carrara e Montignoso. Nel testo per le schede referendarie proposto dall'Amministrazione Comunale il 23 febbraio 1987 comparve, oltre al quesito per la chiusura dello stabilimento, un secondo quesito in cui si chiedeva se favorevoli alla "trasformazione e alla diversificazione produttiva dello stabilimento Farmoplant di Massa [...] a fronte degli impegni, certi e verificabili [...] con superamento delle produzioni a rischio, nella prospettiva di uno sviluppo compatibile con l'ambiente e la salute dei cittadini [...]".
Contrari all'aggiunta del secondo quesito furono PSI MSI, mentre a favore risultarono PCI, DC, PRI, PSDI e le organizzazioni sindacali CGIL, CISL e UIL.
Il 25 ottobre 1987 si tenne il primo Referendum Consultivo d'Europa nei comuni di Massa, Carrara e Montignoso. Nel Referendum erano presenti due quesiti:
- Quesito A:
"Sei favorevole alla chiusura, lo smantellamento e la bonifica degli stabilimenti Farmoplant (compreso l'inceneritore [Lurgi]) del polo chimico per un'alternativa di sviluppo che punti alla valorizzazione delle risorse del territorio?"
- Quesito B:
"Sei favorevole alla trasformazione e alla diversificazione produttiva dello stabilimento Farmoplant di Massa (386 dipendenti e circa 200 occupati nelle lavorazioni indotte) a fronte degli impegni, certi e verificabili da parte della Farmoplant rispetto al documento di intenti presentato dall'ente locale, con superamento delle produzioni a rischio, nella prospettiva di uno sviluppo compatibile con l'ambiente e la salute dei cittadini e basato sulla valorizzazione delle risorse del territorio?"

La partecipazione degli aventi diritto al voto fu del 74,85% con il:
- 71,69% dei votanti pronunciatisi a favore del quesito A;
- 28,39% dei votanti pronunciatisi a favore del quesito B.

Assecondando l'esito del Referendum, il sindaco di Massa Mauro Pennacchiotti revocò le licenze di produzione rilasciate alla Farmoplant (il 2 novembre 1987 Farmoplant licenziò i suoi dipendenti).

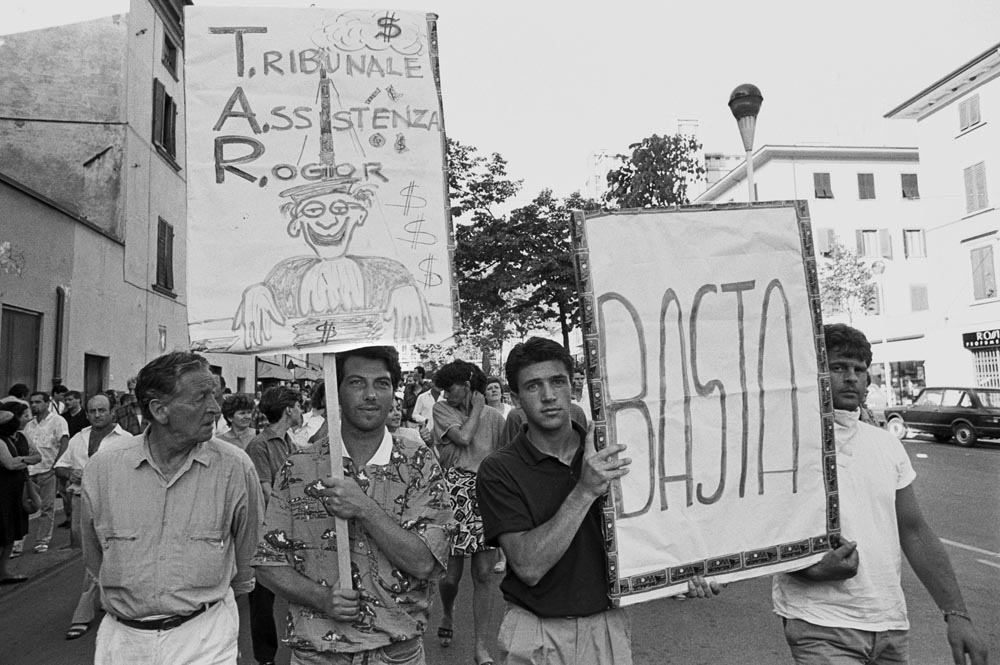
Cittadini di Massa (MS) protestano contro la sentenza del TAR

Farmoplant ricorse al TAR della Toscana per "vizio di illegittimità manifesta e per sviamento del Referendum che si è svolto". Il 15 dicembre 1987 il TAR della Toscana annullò la revoca delle licenze emessa in novembre dal sindaco Pennacchiotti, dando il via libera alla riapertura di Farmoplant. Tutti i lavoratori dello stabilimento furono riassunti.
La sentenza del TAR non mancò di suscitare polemiche tra quelli che desideravano la chiusura definitiva dello stabilimento. Tra le critiche rivolte alla sentenza vi erano quelle di:
- aver considerato le attività di Farmoplant come "continuative", quando invece andavano avanti per licenze trimestrali concesse dal sindaco di Massa (se il sindaco Pennacchiotti non avesse revocato le licenze dopo il Referendum del 25 ottobre 1988, ma si fosse limitato a non rinnovarle, Farmoplant non avrebbe potuto ricorrere al TAR);[49]
- aver concesso a Farmoplant il "danno da illegittimità licenziamenti" che il datore di lavoro non avrebbe potuto ricevere (e che non era stato richiesto dai lavoratori, non entrati nel processo).[49]

## Esplosioni ed incendio serbatoio Rogor e Cicloesanone del 1988
Tra le motivazioni presenti nella sentenza del TAR — resa nota in data 16 dicembre 1987 — lo stabilimento veniva considerato "sicuro al 99,999%".

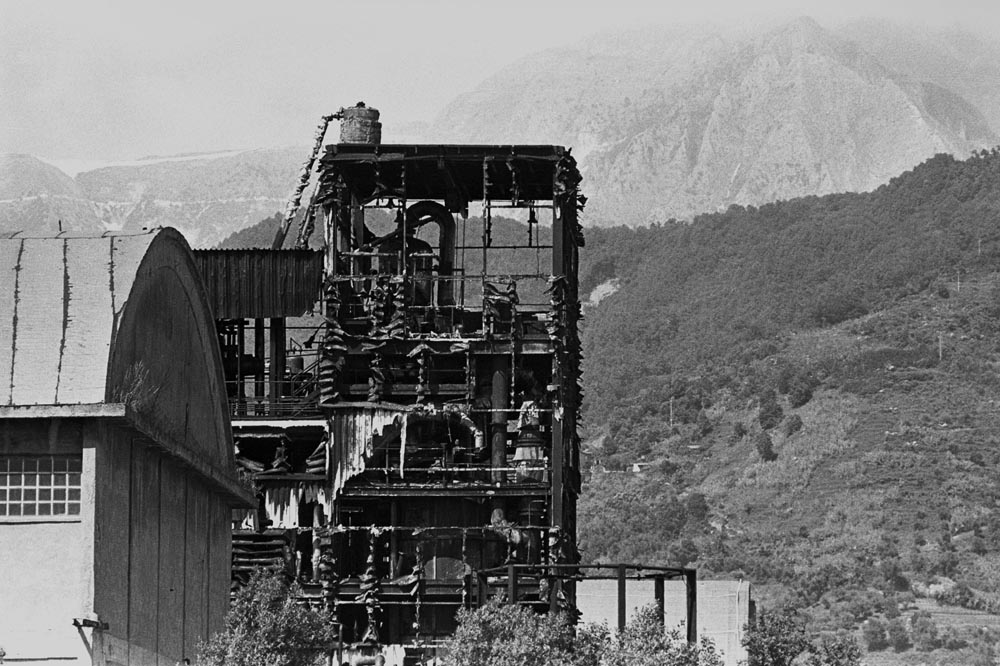
Parte dell'impianto Rogor coinvolto nell'incendio

Il 17 luglio 1988 alle ore 06:10 si verifica la prima di due esplosioni all'interno dell'impianto "Formulati Liquidi" Farmoplant. Alle 6:15 si verifica la seconda esplosione di un serbatoio cilindrico in posizione orizzontale contenente 55 000 litri — dei quali solo 15 000 bruceranno — di Rogor in soluzione al 45% con cicloesanone che provocherà l'incendio alle 6:20.
Altre due esplosioni — alle 08:00 ed alle 08:30, provocate da irraggiamento termico di accumuli di gas nei tubi dell'impianto Rogor — si verificano nello stabilimento. Secondo le ricostruzioni dei tecnici USL, il serbatoio contenente Rogor esplose per aumento interno della pressione dovuto ad un surriscaldamento del liquido. Lo sfogo all'aperto del liquido provocò poi l'evaporazione del cicloesanone che per irraggiamento termico diede il via all'incendio.
Nelle prime ore successive all'incidente la Protezione Civile minimizzava le conseguenze, considerando la nube tossica come una "nube maleodorante e non inquinante" che "si sta già disperdendo" e che "la situazione non è sotto monitoraggio" perché "la situazione è rientrata nella normalità". Nelle ore seguenti la nube tossica si espanderà per oltre 2000 km², coprendo un'area che parte da La Spezia fino ad arrivare alla zona di Forte dei Marmi.
Entro le 10:00 l'incendio sviluppatosi nel reparto Formulati Liquidi veniva domato dai vigili del fuoco. Alle 11:00 l'USL di Massa emetteva un primo comunicato in cui venivano date le dinamiche dell'incidente, mentre alle 14:00 ne pubblicava un secondo in cui si raccomandava di "non consumare frutta e verdura prodotta in loco, se non dopo un accurato lavaggio"; si vietava "la balneazione per 500 metri, a destra e a sinistra della foce del [fiume] Lavello" — divieto che verrà esteso a 1000 metri nei giorni successivi — e si dava notizia che "le quantità di Rogor rilevata su campioni a foglia larga non mostrano valori Rogor sensibili".
Alle 17:30 un terzo comunicato dava informazioni sul numero dei ricoverati: 13 nel Comune di Massa, 2 nel Comune di Carrara e 50 ancora in attesa di visite mediche
Nella mattinata del 18 luglio 1988 il "Comitato Permanente per lo Sviluppo Economico" e l'"Assemblea dei lavoratori Farmoplant" approvavano un documento in cui si richiedeva la chiusura dello stabilimento Farmoplant.

### Provvedimenti presi dopo l'incidente e riluttanza alla chiusura di Farmoplant
Il 18 luglio 1988 i ministri Ruffolo (Ambiente), Ferri (Lavori Pubblici) e Lattanzio (Protezione Civile) si recano nella città di Massa per discutere con le autorità locali dell'incidente. Nella mattinata del giorno stesso, un decreto del governo ordinava la chiusura dello stabilimento Farmoplant per 6 mesi.
Il Ministro della sanità Donat-Cattin non escluse l'ipotesi di sabotaggio, che però venne scartata nella ricostruzione dell'incidente perché non supportata da prove.
Nel frattempo, i cittadini di Massa Carrara davano voce alla propria inquietudine manifestando sotto Palazzo Ducale, dove i ministri e le autorità locali erano riunitesi. Nel pomeriggio la Prefettura ordinava una carica della polizia per disperdere la folla e permettere ai ministri di partire alla volta di Roma. Tra la popolazione di Massa numerose persone denunciarono pestaggi — anche rivolti a bambini ed anziani — e l'uso di lacrimogeni, mentre tra la polizia rimasero contusi 9 agenti.
Il 19 luglio 1988 il Consiglio regionale approvava una mozione in cui si chiedeva la chiusura definitiva dello stabilimento Farmoplant. Nello stesso giorno la Camera dei deputati presentava un documento in cui "impegnava il governo:
- a presentare [...] un piano di bonifica entro il 31 ottobre 1988;
- ad assicurare ai dipendenti [Farmoplant] [...] le provvidenze che la legge prevede in tali circostanze;
- a predisporre [...] un organico piano di disinquinamento e di recupero delle aree Farmoplant ed Enichem e più in generale dell'area della zona industriale apuana [...];
- a predisporre con urgenza interventi a sostegno finanziario in favore degli operatori economici legati al settore del turismo e del commercio;
- a definire, in rapporto con le indicazioni [...] concernenti la crisi siderurgica e la reindustrializzazione, un piano di intervento complessivo per i vari settori produttivi, compatibili con l'ambiente;
- [...] a intraprendere ogni azione verso la Montedison per il risarcimento dei danni anche sulla base dell'art 18 L. 08/07/1986 n. 349;
- a riferire al Parlamento, entro 60 giorni, sul complesso delle azioni intraprese per la integrale bonifica dell'area interna allo stabilimento [...]". Dipendenti Farmoplant in cassa integrazione protestano davanti ai cancelli dello stabilimento

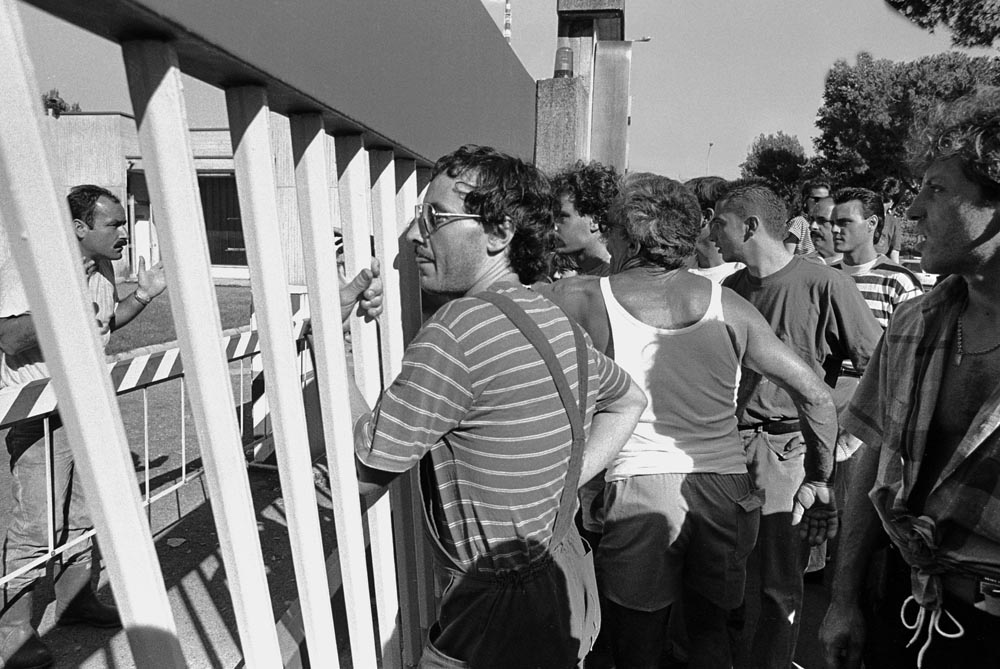
Dipendenti Farmoplant in cassa integrazione protestano davanti ai cancelli dello stabilimento

Il 19 agosto 1988 il sindaco di Massa Pennacchiotti ordinava lo spegnimento dell'inceneritore "Lurgi". Il governo e gli enti locali si riunirono nuovamente a Roma il 14 settembre 1988 per decidere quali provvedimenti prendere in merito all'incidente. Il sottosegretario alla Presidenza del Consiglio dei ministri Riccardo Misasi richiese 20 giorni per una corretta valutazione dell'accaduto, valutazione che tardò ad arrivare fino all'aprile 1989. Il 21 settembre 1988 Montedison annunciava la messa in liquidazione di Farmoplant.
Il 25 novembre 1988 gli ex dipendenti Farmoplant ancora senza cassa integrazione diedero vita ad una manifestazione davanti ai cancelli dello stabilimento; 15 di essi ricevettero mesi dopo un ordine di comparizione. Il 5 marzo 1989 la Presidenza del Consiglio dei ministri ricevette una delegazione formata da rappresentanti delle istituzioni locali ed organizzazioni sindacali di Massa Carrara. Nella riunione venne richiesta la dichiarazione di "zona ad alto rischio ambientale" per la Z. I.A. — lo diventerà nel 1991 — e la proroga di sei mesi per la cassa integrazione degli ex dipendenti Farmoplant.
Il 19 maggio 1989 il governo crea la "Commissione tecnica per il riesame del Piano di bonifica dello stabilimento di Massa della Farmoplant spa in liquidazione" con l'incarico di "studiare ogni possibile soluzione alternativa alla riapertura del locale inceneritore Farmoplant" da usare nella bonifica — smaltimento dei rifiuti rimasti — dell'area. Farmoplant nel frattempo dichiarava comunque di non essere in grado di smantellare l'inceneritore perché in liquidazione — e quindi non in grado di prendere alcuna decisione gestionale.
In una dichiarazione diretta al governo CGIL, CISL e UIL ritenevano "[la termodistruzione] comunque necessaria ed insostituibile per l'eliminazione [...] di reflui solidi e liquidi nonché dei contenitori inquinati che diversamente potrebbero essere trattati" mentre il Ministro dell'industria Adolfo Battaglia a sua volta considerava l'inceneritore "Lurgi" "un bell'impianto che serve anche per risolvere altri problemi". La riluttanza alla chiusura dell'impianto Termodistruzione da parte del governo divenne evidente quando in risposta ad alcune domande riguardanti l'inceneritore, il ministro Ruffolo dichiarò che "è impensabile, dopo quello che è successo alla Farmoplant che si possa anche soltanto pensare alla chiusura o alla delocalizzazione di attività produttive chimiche, perché altrimenti noi daremmo alla popolazione l'immagine che la chimica non è affidabile".

## Critiche alla Commissione per il riesame del piano di bonifica
L'operato della Commissione per il riesame del piano di bonifica non mancò di suscitare polemiche, tra queste:
- il verbale di un sopralluogo del 14 giugno 1989 alla Farmoplant, eseguito da una delegazione della Commissione, venne trasformato dalla Commissione stessa nel documento finale dell'intera Commissione, senza prendere in considerazione le osservazioni degli altri componenti.[64] Il documento non presentava dati tecnici, ritenuti necessari per formulare valutazioni tecniche;[65]
- la presenza all'interno della Commissione di consulenti Montedison;[65]
- il non aver prodotto informazioni precise sulle quantità e qualità dei rifiuti ancora presenti nello stabilimento Farmoplant;[66]
- la sovrastima della necessità di polmonazione,[67] in modo da far risultare l'inceneritore "Alberti" non sufficiente per lo smaltimento dei rifiuti;[68][69]
- il non aver preso in considerazione alternative all'inceneritore "Lurgi" — presentate da alcuni componenti della Commissione[70] — scopo per cui la Commissione stessa era stata creata.

## Critiche dell'opinione pubblica rivolte alle istituzioni
Nei giorni successivi all'incidente alcune critiche furono espresse contro l'operato della Protezione Civile e l'atteggiamento impiegato dal governo nell'affrontare l'incidente. In particolare, l'opinione pubblica locale mosse critiche:
- al modo in cui la protezione diffuse le notizie nei momenti successivi all'incendio: venne usata una singola radio privata locale senza avvertire le grandi radio pubbliche nazionali, con notizie date in modo frettoloso ed in alcuni casi errate.[3] Inoltre, il piano di evacuazione preparato nel 1979 non venne poi di fatto utilizzato;
- al modo in cui protezione civile e governo minimizzarono sulle conseguenze che l'incidente avrebbe avuto sulla salute degli abitanti — con Rogor e Cidial (quest'ultimo non coinvolto nell'incendio) considerati dall'Organizzazione mondiale della sanità come "cancerogeni, mutageni e teratogeni";[3][71]
- al governo perché il risultato del referendum del 19 dicembre 1987 non venne di fatto tenuto in considerazione. Il governo si mostrò riluttante alla chiusura definitiva dello stabilimento perché considerato il ""polmone" delle attività produttive dell'intera provincia"[72][73] ed affinché lo sviluppo industriale nazionale non venisse influenzato dalle decisioni delle popolazioni locali.[74]

## Accuse rivolte a Farmoplant nel corso degli anni
- Farmoplant non fornì mai informazioni dettagliate su:[75]
  - lo stato, i sistemi di stoccaggio e le condizioni di giacenza dei prodotti chimici e scorie stoccati all'interno dello stabilimento;
  - lo stato di sicurezza degli impianti, le apparecchiature e la strumentazione di controllo.
- Farmoplant non fornì mai dati certi sullo stoccaggio dei rifiuti tossici presenti nello stabilimento:[76] le informazioni date per il piano di bonifica del 1988 e 1989 non fornivano dati sul nome dei prodotti stoccati, né sul tipo di contenitore in cui erano contenuti.[77]
- Farmoplant presentò un piano di bonifica nel 1989 che dichiarava quantità di "tossici" — reflui di processo liquidi e solidi, fusti contaminati contenenti fitofarmaci e scorie chimiche, ecc. — inferiori a quelle del dichiarate nel 1988.[78]
- Il monitoraggio ambientale dell'area venne fermato nel settembre 1988 e mai più riattivato.[79]
- Farmoplant non presentò piani di emergenza né piani di impatto ambientale del processo di bonifica.
- All'interno dello stabilimento erano presenti al momento dell'incendio del 17 luglio 1988 migliaia di tonnellate di scorie, alcune delle quali giacenti da oltre 10 anni nello stabilimento.[38][80]

## Sviluppi
La bonifica dell'area, iniziata nel 1991 e ultimata nel 1995, pur risultando certificata dalla Regione Toscana, fu effettuata in proprio dalla società Cersam, subentrata alla Farmoplant. La società realizzò e mantenne in funzione una barriera idraulica consistente in sette pozzi di emungimento delle acque di falda, con monitoraggio, analisi e trattamento prima dello scarico. La qualità dell'acqua di falda sarebbe progressivamente migliorata nel corso degli anni, al punto che, dal 1999, l'acqua non richiese più alcun trattamento e poté essere direttamente scaricata nell'adiacente torrente Lavello.
Nel 2006, dopo l'istituzione del Sito di Bonifica di Interesse Nazionale, il Ministero dell'Ambiente chiese la "messa in sicurezza di emergenza" dell'area e impose agli attuali titolari dell'area di costruire una nuova barriera idraulica per il prelievo delle acque nonché la presentazione, entro trenta giorni, di un piano di bonifica della falda. Ciò accadde perché alcuni campionamenti risultavano avere un quantitativo di sostanze inquinanti superiore ai limiti consentiti. Le 25 aziende site nell'area ricorsero al TAR che, in data 4 febbraio 2011, hanno avuto ragione.
Nel 2010 l'area industriale ex Farmoplant risulta inquinata. I pozzi della zona sono ancora inquinati perché i rifiuti liquidi, per essere smaltiti, furono pompati, per ordine dell'amministrazione comunale di Massa, direttamente nella falda, mentre quelli solidi interrati in diverse aree interne.

## Responsabilità civile
Tra Edison (ex Montedison), titolare della controllata Farmoplant, e provincia di Massa e Carrara iniziò una battaglia legale per il risarcimento dei danni ambientali causati dall'incidente.
La disputa si protrasse fino al 15 marzo 2010, data in cui il comune di Massa accettò il risarcimento proposto da Edison.

### Risarcimento danni
Il risarcimento venne così ripartito:
- 750 000 euro al Comune di Massa;
- 600 000 euro al Comune di Carrara;
- 250 000 euro alla Provincia di Massa Carrara.